# 五十嵐治義
五十嵐 治義（いがらし はるよし）は、日本の歯学者、薬学者。元奥羽大学歯学部歯科薬理学講座教授。

## 経歴
1970年東北薬科大学（現:東北医科薬科大学）卒業、1975年同大学院修了、以後東北歯科大学（現:奥羽大学）にて助手、講師、助教授を務め1995年より同講座教授に就任、2004年に退職。
1975年　東北薬科大学　薬学博士　論文の題は　「アミノプロパノールとその誘導体の研究 」。

## 著作
- 五十嵐治義 著「21章 抗悪性腫瘍薬」、石田, 甫、大浦, 清; 斉藤, 喜八 ほか 編『歯科薬理学』（第4版）医歯薬出版、1997年6月。ISBN 978-4-263-45370-4。
- 五十嵐治義、坂上宏、千葉有、藤井彰、前橋浩、丸山七朗 著、五十嵐治義 編『チェックポイント式歯科薬理学』砂書房、1999年3月31日。ISBN 978-4-915818-67-7。
- 前橋浩、五十嵐治義、大久保みぎわ、川口充 著、前橋浩 編『新編 薬理学実習マニュアル』砂書房、2000年3月31日。
- 五十嵐治義、丸山七朗 編『国家試験対応　歯科治療薬チェック＆チェック』砂書房、2002年6月10日。ISBN 978-4-915818-98-1。
- 関口善太、福島厚 著、川口充、五十嵐治義、大浦清、北村憲司、越川憲明、千葉元つぐ、東城庸介、戸苅彰史、藤井彰、前橋浩 編『スタンダード歯学薬理学』（第2版）学建書院、2003年9月。ISBN 978-4-7624-0624-9。
- 五十嵐治義、池田正弘、大浦清、関口善太、前川理人、吉田和一 編『歯科医院必携　くすりの完全ガイド　CD-ROM付』医歯薬出版、2005年1月25日。ISBN 978-4-263-44192-3。
- 五十嵐治義 著「第11章　抗悪性腫瘍薬」、石田, 甫、大浦, 清; 上﨑, 善規 ほか 編『歯科薬理学』（第5版）医歯薬出版、2005年3月20日。ISBN 978-4-263-45582-1。
- 坂上宏、丸山七朗、五十嵐治義、大久保つや子、加藤裕久、北村憲司、斉藤弘子、田島雅道、橋本研、山崎純 著、坂上宏、丸山七朗 編『ステップアップ式 歯科薬理学実習書』（第2版）砂書房、2005年4月2日。ISBN 978-4-915818-85-1。
- 五十嵐治義、池田正弘 編『歯科医師のための医薬品処方マニュアル 薬剤商品名対応』医歯薬出版、2007年10月1日。ISBN 978-4-263-44254-8。
- 関口善太、福島厚『チャート式予診表で簡単・安心な処方　これならできる歯科漢方治療』監修 五十嵐治義、池田正弘、砂書房、2012年4月2日。ISBN 978-4-901894-93-7。